# 城市廣場 (大多倫多)
城市廣場（英語：Market Village）曾經是一個位於加拿大安大略省約克區萬錦市的商場，位於士刁士路（Steeles Avenue）夾堅尼地道（Kennedy Road），鄰近士嘉堡，佔地約325,000平方呎 (30,000 m²) ，有超過 170 家店，城市廣場於2018年3月1日正式停業並開始重建，並將重建為滙通廣場。然而發展商在商舖數目上和車位數字上一直未有定案，使該地皮至今仍未開始動工。

## 外部連結
- 官方網址 （页面存档备份，存于）
- The Evolution of Steeles and Kennedy

43°49′31.8″N 79°18′12.6″W / 43.825500°N 79.303500°W